# Trialestes
Trialestes là một chi Crocodylomorpha sống vào thời kỳ Trias muộn tại Nam Mỹ.